# 29619 Kapurubandage
A 29619 Kapurubandage (ideiglenes jelöléssel (29619) 1998 SO134) a Naprendszer kisbolygóövében található aszteroida. A LINEAR projekt keretében fedezték fel 1998. szeptember 26-án.